# Togoperla atra
Togoperla atra és una espècie d'insecte plecòpter pertanyent a la família dels pèrlids.